# Katztal
Katztal  ist eine Rotte der Gemeinde Munderfing in Oberösterreich (Bezirk Braunau am Inn). Die Ortschaft hat 28 Einwohner (Stand 1. Jänner 2024).

## Geographie
Katztal liegt im Zentrum der Gemeinde Munderfing bzw. im Norden der Katastralgemeinde Achenlohe. Vom Zentrum der Gemeinde liegt Katztal rund 1,1 Kilometer südöstlich und ist über die Hauptstraße sowie die Braunauer Straße erreichbar. Benachbarte Ortschaften sind Munderfing im Nordwesten, Bradirn im Norden, Achtal im Südosten, Ach im Süden, Rödt im Südwesten und Hirschlag im Westen. Nach Osten erstreckt sich das Katztal mit weit ausgedehnten Waldflächen.
Für Katztal wurden 2001 35 Gebäude gezählt, wobei 29 Gebäude über einen Hauptwohnsitz verfügten und 39 Wohnungen bzw. 36 Haushalte bestanden. In Katztal bestanden zudem drei land- und forstwirtschaftliche Betriebsstätten und drei sonstige Arbeitsstätten.

## Geschichte und Bevölkerung
Die Ortschaft Katztal wurde 1363 als Käcztall erstmals urkundlich erwähnt. Der Ortsname wird von einer Ketzersiedlung der Waldenser abgeleitet. Im 18. Jahrhundert bestand der Ort aus lediglich fünf Gebäuden. Dies waren das Bernhard-Gut, früher auch Veitwebergütl (Katztal 1), das Försterhaus Katztal, früher auch Eglpointsölden oder Göpplpoint Katztal 2), das Stübler-Gut, früher Stüblerpoint (Katztal 4) und der Wallnerbauer, früher auch Walnerpointsölden (Katztal 5). Zudem bestand damals westlich des Stübler-Guts ein Thallitterpoint, Salliterpoint oder Pradtiernpoint genannte Bauernof.
In Katztal lebten 1869 43 Menschen in neun Häusern. Im Jahr 1910 wurden 60 Einwohner in 11 Häusern gezählt. Alle Einwohner der Ortschaft waren hierbei katholischen Glaubens.